# Горьковский (Белгородская область)
Го́рьковский — посёлок Грайворонского района Белгородской области. Административный центр Горьковского сельского поселения.

## География
Расположен на западе Белгородской области, в юго-восточной части Грайворонского района (городского округа), близ границы с Украиной.

## История
Посёлок изначально являлся крупным помещичьим хозяйством (экономией) и назывался Дубовская.  В 1839 году в соседнем селе Головчино был открыт сахарный завод, рабочие которого стали селиться также и в Дубовской.
После революции 1917 года, экономия стала одним из отделений совхоза «Большевик».
С 1931 года в Дубовской экономии открыта школа.
В 1935 году отделение совхоза «Дубовское» было переименовано в «Горьковское».
Накануне Великой Отечественной войны в Горьковском появилась сельхозтехника, автомобили. В октябре 1941 года, ввиду угрозы оккупации, была сделана попытка вывезти наиболее ценное оборудование, но она не удалась: техника была уничтожена. С 15 октября 1941 по 6 августа 1943 года территория посёлка Горьковский была оккупирована. После освобождения начались восстановительные работы.
Тяжелый героический труд жителей посёлка был высоко оценен государством. Высокое звание Героя Социалистического Труда присвоено Крячко М. И. (одна из улиц посёлка носит его имя.). Орденом «Трудового Красного Знамени» награждены Балло Н. М., Долгорева А. Н., Сипко В. Н.
В 1968 году указом президиума ВС РСФСР посёлок Горьковского отделения совхоза «Большевик» наименован в Горьковский.
С 1990 года в посёлке Горьковский функционирует средняя общеобразовательная школа-сад. 1 сентября 1997 году  было открыто новое здание школы.
30 декабря 2010 года в посёлке Горьковском, после реконструкции и капитального ремонта, начал работу Дом культуры. В 2012 году в Горьковском были запущены очистные сооружения установленные по чешской технологии. В 2013 многоквартирные дома посёлка были капитально отремонтированы.

## Население
| 2002 | 2010 |
| ---- | ---- |
| 390  | ↗429 |